# Dinumma inangulata
Dinumma inangulata là một loài bướm đêm trong họ Noctuidae.